# Машина непрерывного литья заготовок

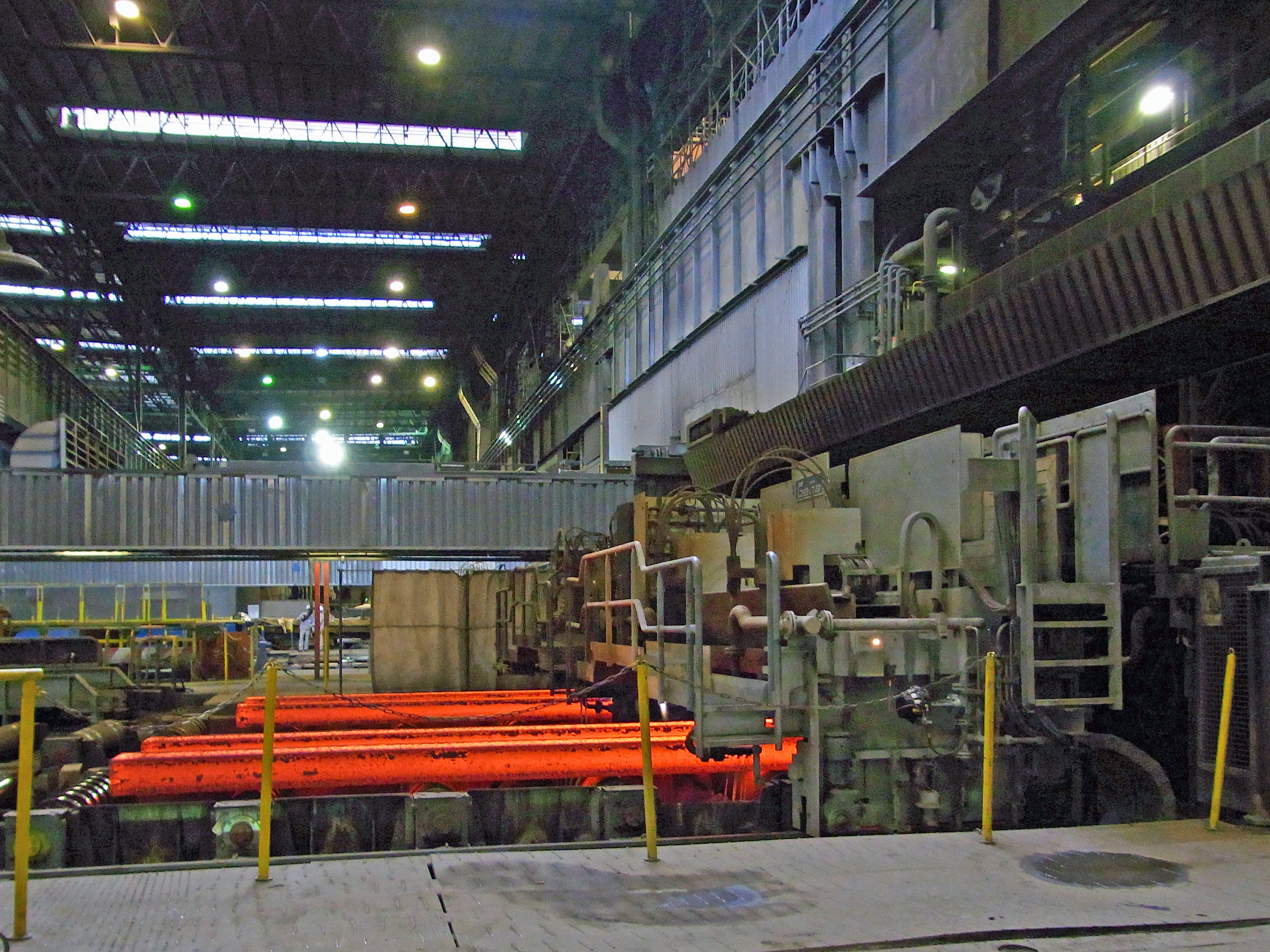
МНЛЗ на заводе Hüttenwerke Krupp Mannesmann в Германии

МНЛЗ (маши́на непреры́вного литья́ загото́вок) или УНРС (установка непрерывной разливки стали)  — металлургический агрегат для разливки стали. Первоначальное название «УНРС» впоследствии было практически вытеснено аббревиатурой «МНЛЗ», поскольку на ней, в зависимости от конструкции и назначения, можно отливать не только сталь.

## Принцип действия
Жидкая сталь непрерывно заливается в водоохлаждаемую форму, называемую кристаллизатором. Перед началом заливки в кристаллизатор вводится специальное устройство с замковым захватом («затравка»), как дно для первой порции металла. После затвердевания металла затравка вытягивается из кристаллизатора, увлекая за собой формирующийся слиток. Поступление жидкого металла продолжается и слиток непрерывно наращивается. В кристаллизаторе затвердевают лишь поверхностные слои металла, образуя твёрдую оболочку слитка, сохраняющего жидкую фазу по центральной оси. Поэтому за кристаллизатором располагают зону вторичного охлаждения, называемую также второй зоной кристаллизации. В этой зоне в результате форсированного поверхностного охлаждения заготовка затвердевает по всему сечению. Этот процесс слиткообразования является способом получения слитков неограниченной длины. В этом случае по сравнению с разливкой в изложницы резко уменьшаются потери металла на обрезку концов слитков, которые, например, при литье спокойной стали составляют 15—25 %. Кроме того, благодаря непрерывности литья и кристаллизации, достигается полная равномерность структуры слитка по всей его длине.
Во время кристаллизации формирующийся слиток металла постоянно перемещается вверх-вниз относительно кристаллизатора посредством небольших цилиндров, расположенных в ручье. Это позволяет уменьшить количество трещин — дефектов. Вокруг каждого ручья создаётся сильное электромагнитное поле, которое позволяет формировать надлежащую кристаллическую структуру заготовки.
Основными производителями непрерывнолитых слябов в мире являются Япония, США, КНР, Германия, Корея и Россия. На их долю приходится более двух третей мирового объёма производства слябов. По состоянию на 2013 год, в мире насчитывалось чуть более 650 слябовых МНЛЗ с общим числом ручьёв свыше 850 единиц.

## Классификация
По геометрии кристаллизатора
- вертикальные
- криволинейные
- радиальные
- горизонтальные

По количеству ручьёв
- 1—8-ручьевые

По геометрии слитка
- слябовые
- блюмовые
- сортовые[5]

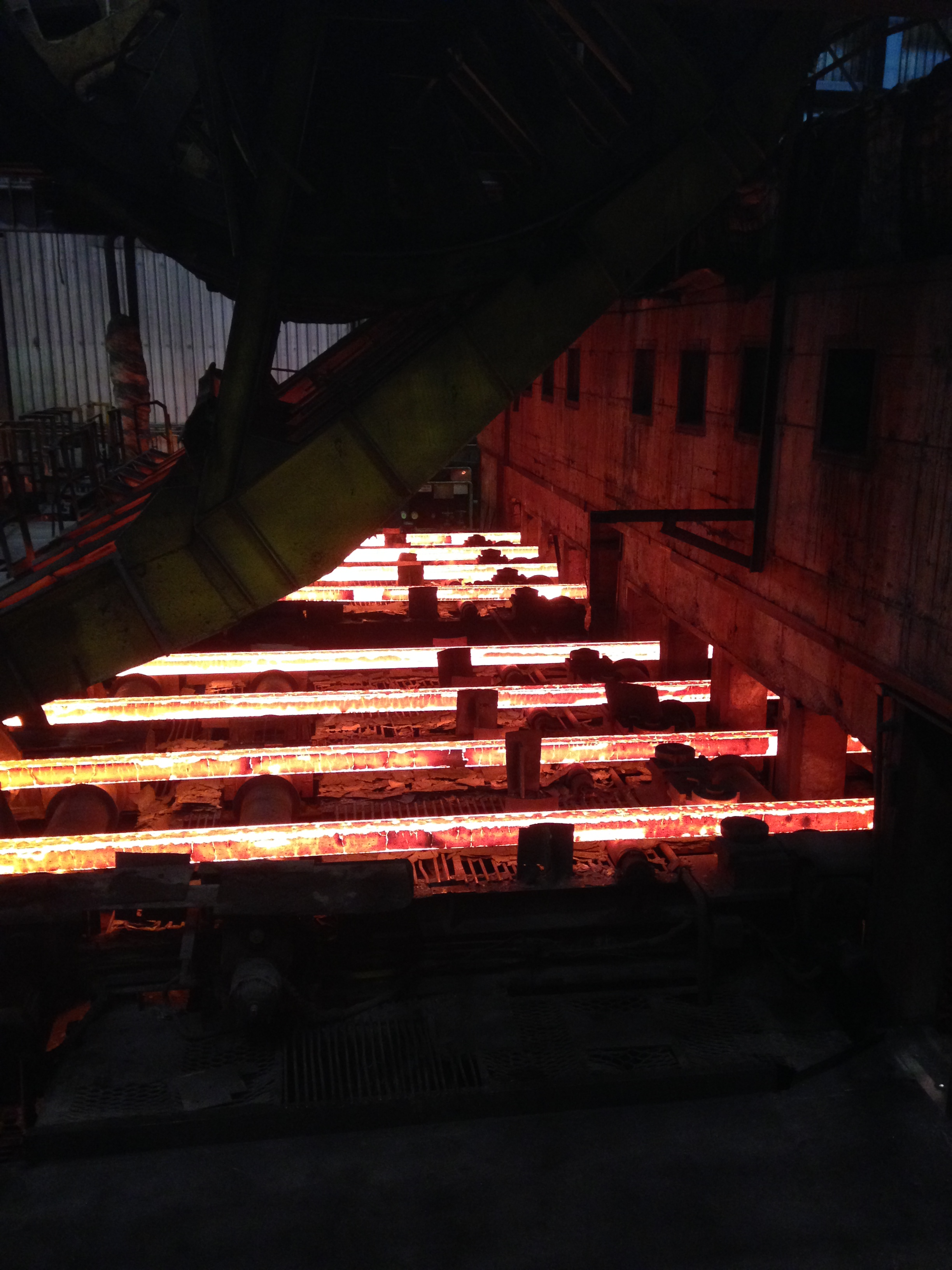
Слитки на выходе из восьмиручьевой МНЛЗ

На слябовых МНЛЗ разливается около 2/3 всей производимой стали.

## История
Идея непрерывного литья была выдвинута в середине XIX в. Г. Бессемером, который предлагал разливать жидкую сталь между двумя водоохлаждаемыми валками. Однако не только при том уровне техники, но и в настоящее время реализовать такую идею бесслитковой прокатки невозможно. В 1943 году Зигфрид Юнгханс разработал подвижный кристаллизатор для разливки заготовок.
Первые полупромышленные (пилотные) установки появились сразу после окончания второй мировой войны в нескольких ведущих индустриальных странах. Так, опытная машина вертикального типа была сооружена в 1946 году на заводе в г. Лоу Мур (Великобритания), в 1948 г. — на фирме «Бабкок и Уилкокс» (Бивер Фоле, США), в 1950 г. — на фирме Mannesmann AG (Дуйсбург, Германия).
В СССР первая опытная машина непрерывной разливки стали вертикального типа ПН-1-2 ЦНИИЧерМет была сооружена в 1945 году и предназначалась для отливки заготовок круглого и квадратного сечения (размер стороны квадрата и диаметра до 200 мм). Опыт, полученный при разливках на этой установке, позволил определить некоторые основные особенности технологического процесса разливки и связанные с ними требования к конструкции отдельных узлов машины. В 1947 году была пущена экспериментальная машина непрерывного литья заготовок (МНЛЗ) ПН-3 ЦНИИЧерМет, предназначенная для исследований и разработки технологического процесса полунепрерывной разливки стали и специальных сплавов в заготовки мелких сечений.
Затем в 1948 году была пущена установка ПН-4 ЦНИИЧерМет, предназначенная для исследований и разработки технологического процесса полунепрерывной разливки стали различных марок на слябы толщиной 200 мм и шириной 500 мм, а в 1949 году — установка ГТН-5 ЦНИИЧерМет, позволявшая разливать слиток с максимальной толщиной 300 мм и шириной 900 мм.
1947 год отмечен ещё одним событием в непрерывном литье. 27 мая 1947 года была создана лаборатория бесслитковой прокатки и непрерывного литья, начальником которой был назначен М. С. Бойченко. В состав коллектива лаборатории вошли выдающиеся учёные Вениамин Вениаминович Фульмахт, Виктор Савельевич Рутес, Дмитрий Петрович Евтеев.
Конвейерный способ разливки стали впервые был практически осуществлён Михаилом Фёдоровичем Голдобиным на установке, смонтированной в 1949 году на московском заводе «Серп и Молот». В машине имелись два горизонтальных конвейера, состоящие из стальных полуизложниц, которые образуют кристаллизатор длиной 9 м. Конвейер и заготовка двигались одновременно с одинаковой линейной скоростью. Конвейерная машина отливала заготовки размерами 120 х 120 и 140×140 мм с производительностью 25—35 т/час на которой в течение 5 лет было отлито 9500 т стали.
В 1952—1954 гг. в мартеновском цехе Бежецкого машиностроительного завода испытывалась наклонная опытно-промышленная установка проф. И. Я. Граната. При испытаниях было отлито около 4000 т заготовок сечением 250×250 мм при скорости отливки 0,8—1,1 м/мин. Наклонные установки требовали меньших по сравнению с вертикальными капитальных затрат и позволяли осуществить вторичное охлаждение на требуемой длине, но для них нужны были большие производственные площади, чем для вертикальных установок.
В 1947—1948 гг. была введена в эксплуатацию экспериментальная установка завода Бабкок-Вилькокс производительностью 10—12 т/час и позднее — ряд опытных установок во многих странах (Англия — заводы Биера в Шеффилде и Лод-Мур в Брэдфорде; США — Стил-Корпорейшен; ФРГ — Маннесман; ГДР — завод Делен и др.). В 1949 году была создана машина 3игфрида Юнганса, внёсшего ряд улучшений в конструкцию и режим работы кристаллизаторов. Так, например, им было применено возвратно-поступательное движение и смазка кристаллизатора различными маслами, как растительными, так и синтетическими.
В Советском Союзе в 1951 году была пущена опытно-промышленная установка полунепрерывной разливки стали вначале на заводе «Красный Октябрь», а в 1953 году и на Новотульском металлургическом заводе.
С 1952 году возвратно-поступательное движение кристаллизатора начинают применять на всех машинах непрерывного литья заготовок (МНЛЗ), кроме установок горизонтального типа.
В Японии и СССР промышленное освоение МНЛЗ началось в 1955 году Тогда на заводе «Красное Сормово» заработала первая машина непрерывного литья заготовок, созданная под руководством академика И. П. Бардина, удостоенного за эту работу Ленинской премии, вместе со Смеляковым Н. Н., Командиным Н. Л., Коротковым К. П., Майоровым Н. П., Хрипковым А. В., Грицуном М. Д, Гурским Г. В., Казанским В. А..
Начало 1970-х годов характеризуется широким промышленным внедрением машин непрерывной разливки слябовой заготовки. На смену низкоскоростным вертикальным МНЛЗ(УНРС) пришли радиальные и криволинейные машины, имеющие значительно большую скорость разливки.
30 июня 1960 года была пущена крупнейшая в мире на то время УНРС (установка непрерывной разливки стали) вертикального типа Донецкого металлургического завода. На ней до 1970 году была освоена разливка стали около 30 марок в слябы различного сечения, а общее количество литья возросло с 16,7 тыс. в 1960 году и 117,4 тыс. т в 1961 году до 247,8 тыс. т в 1965 году и 391,1 тыс. т в 1970 году. На этой машине были проведены большой комплекс работ по отработке режимов разливки и охлаждения заготовок из различных марок стали, что дало исходные данные для проектирования и строительства в стране ещё более крупных машин этого типа. Была разработана оригинальная система автоматизации, которая признана типовой. На этой установке был впервые опробован и внедрён в производство целый ряд принципиально новых технологических решений — разливка по способу «плавка на плавку», применение ребристых кристаллизаторов, разливка под слоем аморфного графита, использование новых типов дозаторных устройств, новые способы раскисления стали. Общая экономия от внедрения новой технологии непрерывной разливки стали и усовершенствования основных технологических узлов УНРС составила более 2 млн руб. в год. С участием Д. А. Дюдкина, А. М. Кондратюка и В. Г. Осипова было освоено литьё более, чем девятнадцати марок стали на МНЛЗ.
Долгое время основным типом УНРС во всём мире были вертикальные установки. В 1980-х годах более широкое распространение находят радиальные и криволинейные установки. Первая в мире радиальная УНРС была создана в 1962 году в Украинском институте металлов (УкрНИИМете) под руководством проф. В. Т. Сладкоштеева, а первая опытная одноручьевая сортовая установка МНЛЗ радиального типа была построена на заводе УЗТМ, г. Екатеринбург; за рубежом аналогичная установка была построена в 1963 г в Швейцарии. На установку было получено А. С. СССР № 817395/22-2 от 2 февраля 1963 г. (Авторы В. Т. Сладкоштеев, М. А. Курицкий, Р. В. Потанин, В. И. Ахтырский, Б. А. Тофпенец).
В 1966 году на заводе УЗТМ (г. Екатеринбург) опытная МНЛЗ была реконструирована с целью обеспечения деформации заготовки до окончания её затвердевания.
В 1964 году в мире было всего 5 УНРС радиального типа, а в 1970 г. — уже 149, то есть около 50 % их общего количества на то время. Радиальные и криволинейные УНРС и сегодня приняты в качестве основного типа установок на отечественных и зарубежных заводах. Их преимуществами по сравнению с вертикальными УНРС являются в три—четыре раза меньшая высота, возможность обслуживания общецеховыми грузоподъёмными средствами, высокие скорости разливки, возможность получения неограниченных по длине слитков, меньшие капитальные затраты на строительство.
В 1978 году принята к серийному производству на Липецком литейном заводе «Центролит» новая модель ЛНЛЧ-3 (линия непрерывного литья чугуна третьего поколения), с горизонтальной линией разливки. При вытягивании чугунной отливки производится вытягивание, например, на 50 мм вперёд и немедленно на 10—15 мм назад. Возвратное движение профиля в кристаллизаторе позволяет ликвидировать щели в разорвавшейся корочке затвердевающего чугунного профиля и тем самым предотвратить прорыв расплава из кристаллизатора, а кроме того за счёт выравнивания температуры отливки предотвращается возможный отбел чугуна.
В 1983 году горизонтальные машины построены на Торезском заводе наплавочных твёрдых сплавов для присадочных прутков для сварки и наплавки из сплавов типа сормайт и стеллит с производительностью до 1000 т/год.
В 1986 году горизонтальные машины были установлены на киевском заводе «Ленинская кузница» для отливки алюминиевых бронз. На заводе «Ленинская кузница» была построена и вторая горизонтальная машина для отливки алюминиевых бронз, что позволило одновременно получать восемь заготовок диаметром 8 мм и отливать до 2 тысяч тонн в год непрерывнолитых заготовок из алюминиевых бронз.
Подсчитано, что прямая экономия энергоресурсов на каждую тонну полученной на МНЛЗ стальной заготовки составляет по разным оценкам до 60 кг коксующегося угля, 52 кг нефти, 40 м³ природного газа, 9 м³ кислорода, 160 кВт*ч электроэнергии.
В конце 1990-х годов в Западно-Сибирском металлургическом комбинате также была построена и введена в эксплуатацию машина непрерывного литья круглой заготовки при участии фирмы Danieli. В 2012 году МНЛЗ-2 была реконструирована с достижением производительности 140т/ч.

### Хронология

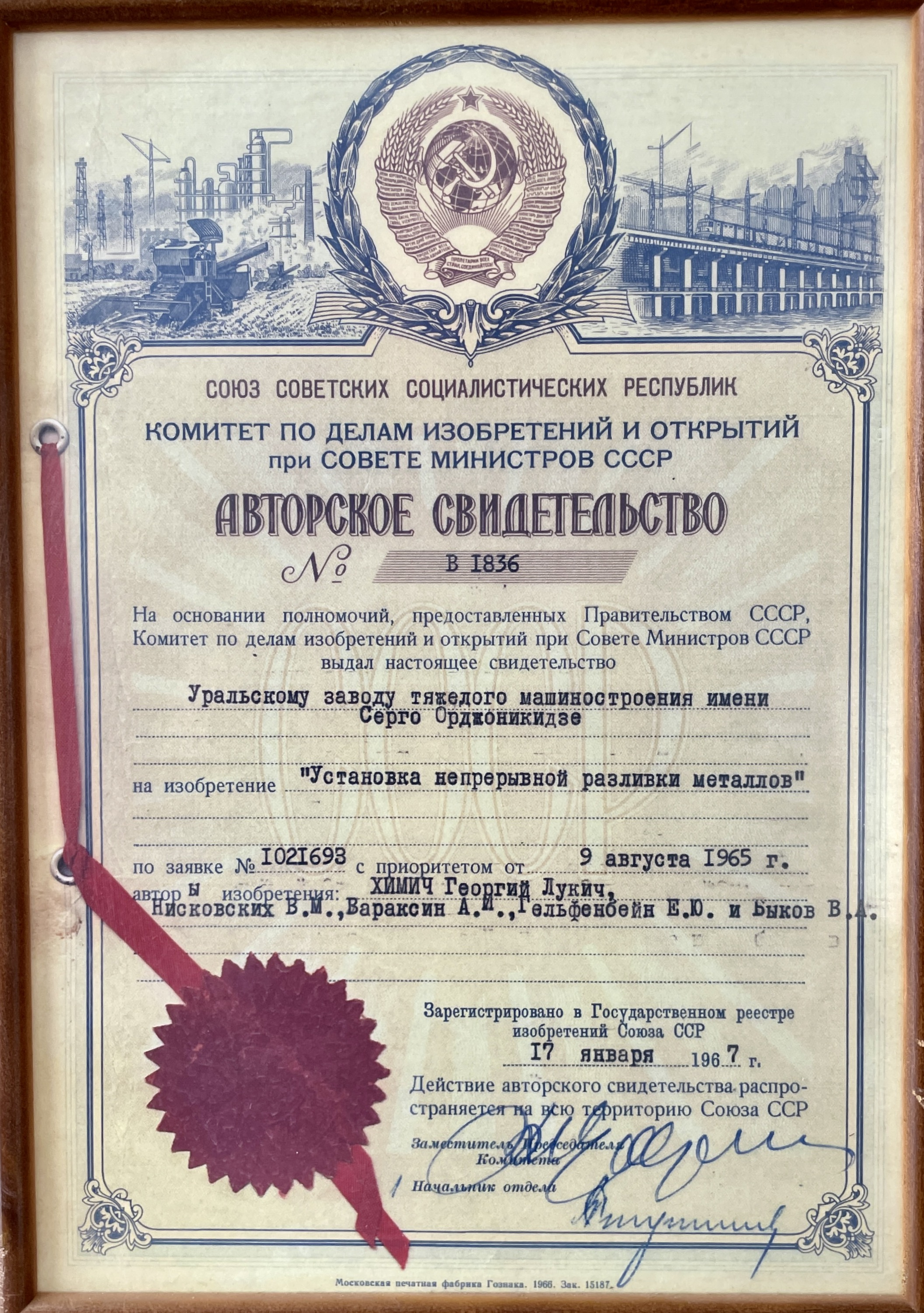
Авторское свидетельство коллектива УЗТМ в музее Истории УЗТМ

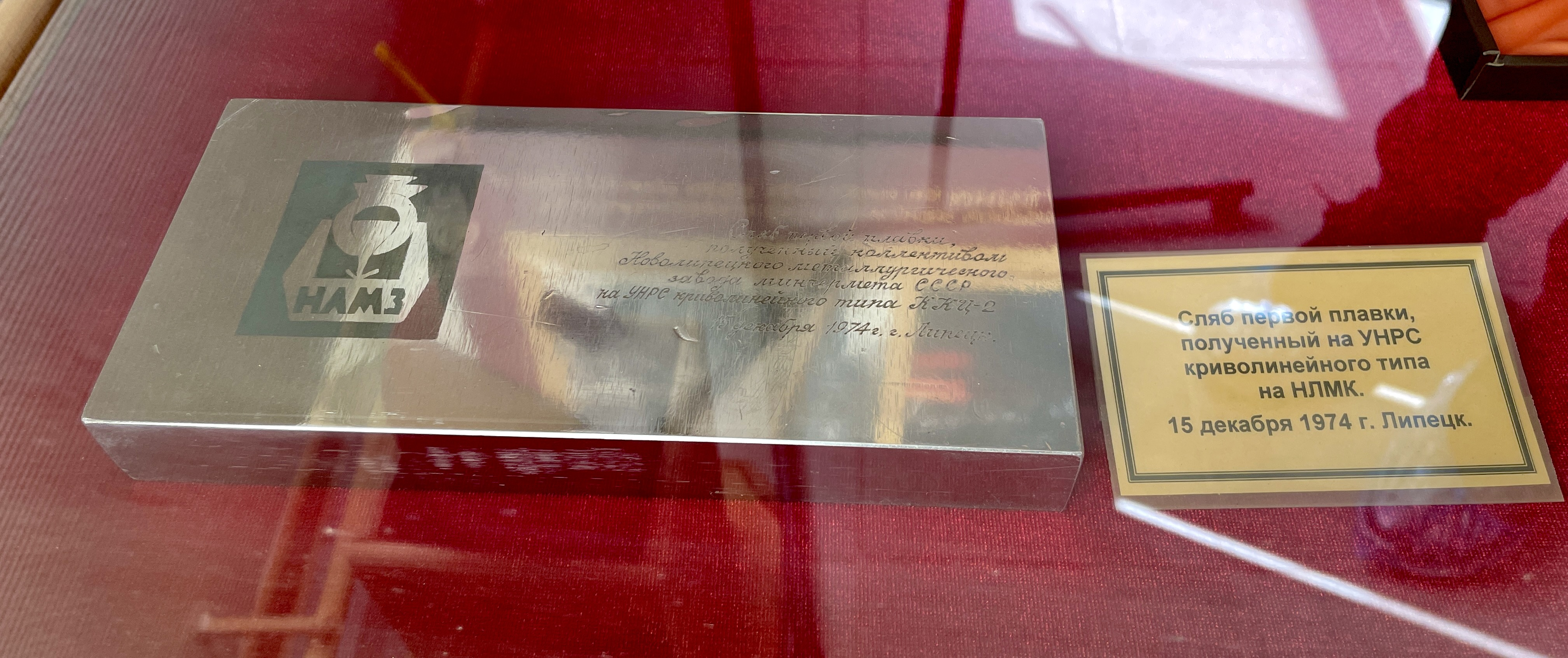
Сляб первой плавки НЛМК в музее истории УЗТМ, 1974 год

Вехи создания радиальных и криволинейных МНЛЗ:
- 1952 — патент О. Шаабера[нем.] (Германия) на радиальную МНЛЗ[22].
- 1963 — в Швейцарии фирмой «Конкаст» на МНЛЗ с радиальным кристаллизатором были впервые получены сортовые заготовки сечением 80х80 мм[23].
- Март 1964 — на Уралмашзаводе впервые в мире на опытной радиальной МНЛЗ осуществлена разливка стали в слябы[23].
- Июль 1964 — пуск опытной радиальной МНЛЗ в Германии, на заводе в г. Диллинген[23].
- Июнь 1965 — на опытной МНЛЗ Уралмашзавода с радиальным кристаллизатором, реконструированной с целью правки слитка, находящегося ещё в двухфазном состоянии, были получены первые слябы. Эту дату можно считать датой создания криволинейных МНЛЗ[24].
- 1966 год — строительство сортовой радиальной МНЛЗ на Руставском металлургическом заводе[23], разработанной ВНИИметмашем, с участием Украинского института металлов.
- 1967 год — строительство промышленной МНЛЗ радиального типа фирмы Демаг[нем.] в Германии[23].
- 1968 год — пуск первой промышленной МНЛЗ криволинейного типа на Нижнетагильском меткомбинате. Установка была принята Госкомиссией в конце декабря 1968 года[25].
- 1976 год — фирмой «Маннесманн-Демаг» была построена радиальная слябовая машина на Новолипецком металлургическом комбинате в одном цехе с криволинейными МНЛЗ. Она была реконструирована Уралмашем по образцу своей криволинейной МНЛЗ[26].

Непрерывная разливка стали является прогрессивной технологией, и в индустриально развитых странах этот процесс бурно развивался в 1970—1980-х годах. Практически во всех указанных странах и в Китае доля непрерывной разливки стали превысила 95 %. В России доля данного процесса в 2007 году составляла почти 55 %, а в Украине — 30 %.

## Оборудование и процесс

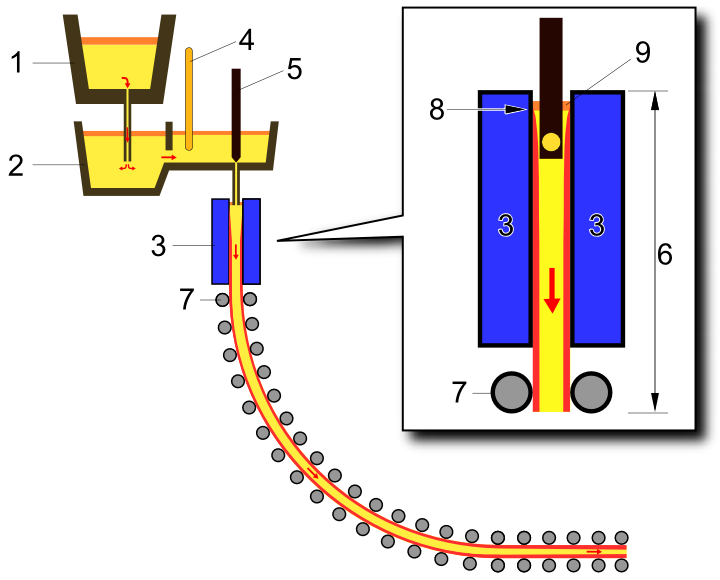
Схема установки непрерывного литья.
1 — Ковш подачи жидкого металла
2 — Промежуточный ковш
3 — Кристаллизатор
4 — Заслонка
5 — Стопор
6 — Зона кристаллизации
7 — Тянущие ролики
8 — Зона начала кристаллизации
9 — Литейный порошок

МНЛЗ включает в себя в том числе сталеразливочный 1 и промежуточный 2 ковши, водоохлаждаемый кристаллизатор 3, систему вторичного охлаждения, устройства для вытягивания заготовки из криталлизатора, оборудования для резки и перемещения слитка.
После выпуска металла из сталеплавильного агрегата, доводки сплава по химическому составу и температуре на агрегате ковш-печь (АКП), сталеразливочный ковш перемещается литейным краном на поворотный стенд МНЛЗ. Поворотный стенд — вращающаяся конструкция с двумя позициями для установки ковшей. После опустошения сталеразливочного ковша в промежуточный ковш в процессе разливки, стенд поворачивается на 180° и полный, ранее установленный ковш переводится в позицию разливки в промежуточный ковш. Одновременно опустошённый ковш заменяется полным. Таким образом обеспечивается наличие расплавленного металла в промежуточном ковше.
После открытия шибера ковша 1 жидкий металл начинает поступать в промежуточный ковш 2. Промежуточный ковш является своего рода буфером между сталеразливочным ковшом и кристаллизатором 3. Уровень металла перед стопором разливки регулируется заслонкой 4. После открытия стопора 5 (стопорный механизм позволяет плавно регулировать поток металла в кристаллизатор, поддерживая в нём постоянный уровень) из промежуточного ковша металл поступает в кристаллизатор. Кристаллизатор представляет собой водоохлаждаемую конструкцию, которая при помощи сервоклапана совершает вертикальные колебания, для предотвращения застывания металла на стенках кристаллизатора и предотвращения образования трещин.
В зависимости от конструкции МНЛЗ размеры кристаллизатора могут варьироваться. В кристаллизаторе происходит застывание стенок формируемого слитка (например, сляба). Далее, под воздействием тянущих роликов 7 сляб попадает в зону вторичного охлаждения (криволинейный участок ручья), где на металл через форсунки разбрызгивается вода. После выхода непрерывной заготовки на горизонтальный участок роликового ручья, её разрезают на куски (резка кислородным газовым резаком, дисковой пилой или ножницами). Газовый резак и пила работают по «летающему» принципу, — в процессе резания перемещается со скоростью, равной скорости движения заготовки, после завершения резания — быстро перемещается в исходную позицию начала резания для выполнения следующей фазы цикла резания. Некоторые установки непрерывной разливки не имеют непрерывно действующих режущих устройств, в таких установках дальнейшая обработка непрерывной заготовки совмещается с последующей обработкой, например, установками волочения проволоки, либо, при небольших размерах сечения (10—30 мм), сворачивается в бухты для последующей переработки.

## Автоматизация непрерывной разливки стали
В работе МНЛЗ выделяют три режима, которые нуждаются в контроле и управлении:
- гидравлический, связанный непосредственно с разливкой жидкого металла и наполнением кристаллизатора;
- тепловой, определяющий кристаллизацию и охлаждение непрерывного слитка;
- энергосиловой, характеризующий работу всех приводов и механизмов МНЛЗ.

При управлении гидравлическим режимом решается две основные задачи:
1. Поддержание постоянного уровня металла в промежуточном ковше, обеспечивающие стабильное состояние струи металла и одинаковое качество разливки.
2. Поддержание постоянного уровня металла в кристаллизаторе — является основной и важнейшей задачей управления МНЛЗ.

При автоматизации теплового режима основной задачей управления является управление зоной вторичного охлаждения и создание условий охлаждения, предотвращающих чрезмерное охлаждение оболочки слитка, и его равномерное затвердевание.
К вопросам управления энерго-силовым режимом относят автоматическое изменение ширины сляба в процессе разливки, осуществляемое перемещением стенок кристаллизатора со скоростью до 100 мм/мин с помощью нескольких гидроцилиндров.

### Автоматический контроль на МНЛЗ
В работе МНЛЗ выделяют ряд основных автоматически контролируемых величин. В их число входят следующие величины, (в скобках указаны пределы измерения):
- Температура металла в сталеразливочном ковше (1500—1700 °С).
- Температура металла в промежуточном ковше (1500—1700 °С).
- Температура воды в кристаллизаторе (10—60 °С).
- Температура поверхности слитка в зоне вторичного охлаждения (700—1300 °С).
- Уровень металла в промежуточном ковше (0-800 мм).
- Уровень металла в кристаллизаторе (0-180 мм).
- Расход охлаждающей воды в кристаллизатор и на секции вторичного охлаждения.
- Усилие вытягивания слитка.
- Скорость разливки.
- Длина слитка[28].

## Пуск литья, управление процессом и проблемы

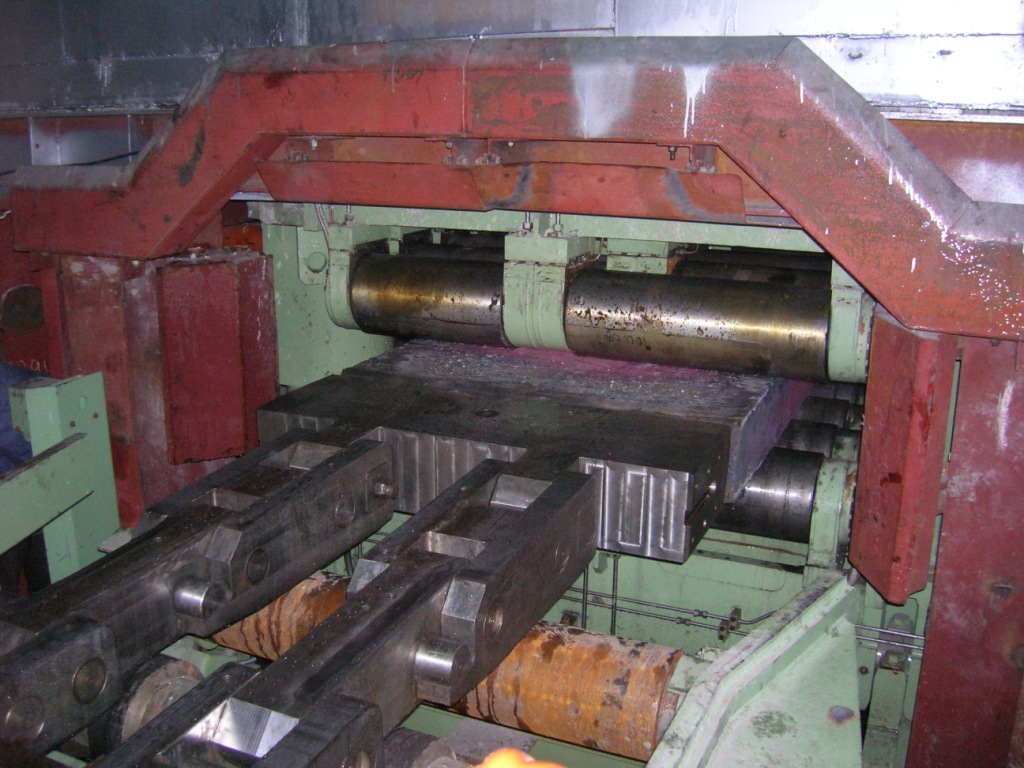
Выход затравки из дугового участка ручья (до отделения)

Для пуска процесса непрерывного литья, перед открытием шибера на пром-ковше, на радиусный участок ручья заводится «затравка», таким образом в районе кристаллизатора образуется своего рода карман. После наполнения этой полости металлом начинается вытягивание «затравки». На конце радиусного участка расположен механизм отделения затравки. После отделения она отводится рольгангом на большей скорости, чем скорость разливки.

## Преимущества МНЛЗ перед разливкой в изложницу
По сравнению с прежним методом разливки стали в изложницу при непрерывной разливке можно сократить не только время за счёт исключения некоторых операций, но и капиталовложения (например, на сооружение обжимных станов). Непрерывная разливка обеспечивает значительную экономию металла вследствие уменьшения обрези и энергии, которая тратилась на подогрев слитка в нагревательных колодцах. Исключение нагревательных колодцев позволило в значительной степени избавиться от загрязнения атмосферы. По ряду других показателей: качеству металлопродукции, возможности механизации и автоматизации, улучшению условий труда непрерывная разливка также эффективнее традиционных способов. Но непрерывная разливка имеет и отрицательные стороны. Стали некоторых марок, например кипящие, нельзя разливать по этому методу, малые объёмы разливки сталей различных марок повышают их себестоимость, неожиданные поломки оказывают большое влияние на снижение общей производительности.

## Усовершенствования
С начала 2000-х годов наблюдается тенденция к созданию блюмовых МНЛЗ с уменьшением толщины до 180—240 мм. При этом более активно используется электромагнитное перемешивание жидкой сердцевины, «мягкое обжатие», что в совокупности приводит к уменьшению осевой ликвации и пористости. Так, например, в 2006 году введена в эксплуатацию пятиручьевая МНЛЗ для получения круглой заготовки диаметром 150, 340, 360, 400 мм на Таганрогском металлургическом заводе. Каждый ручей оборудован установкой электромагнитного перемешивания в кристаллизаторе.
Также наблюдается тенденция к созданию комбинированных МНЛЗ, которые позволяют разливать различные сечения блюмов, а также круглых заготовок. Примером такого подхода может служить четырёхручьевая радиальная МНЛЗ—1 Нижнетагильского металлургического комбината, введённая в эксплуатацию в 1995 году. На этой машине разливается круглая заготовка диаметром 430 мм или блюм сечением 300×360 мм.
Для сортовых МНЛЗ (квадрат 100—160 мм) резко повысилась скорость и на сортовых машинах. Этому предшествовала разработка ряда новых технических и технологических решений и, прежде всего, модернизация конструкции кристаллизатора и обеспечение возможности разливки металла длинными сериями. В результате удельная производительность одного ручья возросла примерно в 3—3,5 раза и составила порядка 200-тыс. т в год при скорости разливки 4,5—6,6 м/мин. Наиболее часто для сортовой заготовки применяются 4—6 ручьевые МНЛЗ, что позволяет им работать по совмещённой модульной схеме: сталеплавильный агрегат — агрегат ковш-печь — МНЛЗ.
Инновационные решения по интенсификации электросталеплавильной плавки (менее 60 мин.) и применение агрегатов ковш-печь обусловили в начале 90-х годов XX века целесообразность создания мини-заводов с использованием многоручьевых высокопроизводительных МНЛЗ. Годовое производство такого модуля может достигать 1,0—1,2 млн т стали в год. При этом существенную роль для обеспечения непрерывной разливки длинными сериями играет время разливки заготовок различных сечений.
Кристаллизатор МНЛЗ работает как теплообменник, задача которого состоит в быстром отводе тепла от стали, проходящей через него. К краю кристаллизатора корка отливки начинает утолщаться, при этом изнашивая поверхность кристаллизатора. Кроме того, диффузия меди из кристаллизатора приводит к появлению брака — трещин на поверхности отливок. Во многих случаях износ медной стенки кристаллизатора и захват меди отливкой могут быть предотвращены с помощью нанесения защитных покрытий на нижнюю часть кристаллизатора.
В конце XX века для защиты активно применялись хромовые и никелевые покрытия. Во многих странах они превалируют и сейчас. Никель может наноситься различными способами и толщинами, обладает близким к меди коэффициентом теплопередачи.
В начале XXI века началось активное внедрение технологий газотермического напыления для защиты плит кристаллизаторов МНЛЗ с помощью керамических, металлокерамических покрытий, покрытий из сплавов. Эти покрытия позволяют обеспечить ещё лучшую защиту поверхностей кристаллизатора. Разработаны методы высокоскоростного газопламенного напыления покрытий, которые позволяют нанести металлокерамические материалы с превосходными противоэрозионными характеристиками и хорошей теплопередачей. Газотермические покрытия имеет смысл наносить на всю рабочую поверхность кристаллизатора. Из-за меньшего коэффициента теплопроводности металлокерамических покрытий становится возможным уменьшить и более точно контролировать скорость охлаждения мениска. Такой тип охлаждения часто называют «мягким», и он позволяет обеспечить более равномерное формирование слитка и более равномерный профиль температуры, что позитивно влияет на производительность кристаллизатора и качество литья.